# Elmer O. Leatherwood
Elmer O. Leatherwood, född 4 september 1872 i Pike County, Ohio, död 24 december 1929 i Washington, D.C., var en amerikansk republikansk politiker. Han var ledamot av USA:s representanthus från 1921 fram till sin död.
Leatherwood utexaminerades 1894 från Kansas State Normal School och avlade 1901 juristexamen vid University of Wisconsin–Madison. Därefter flyttade han till Salt Lake City. Han var verksam som advokat, åklagare och affärsman i Utah.
Leatherwood efterträdde 1921 James Henry Mays som kongressledamot och avled 1929 i ämbetet. Leatherwood gravsattes på Mount Olivet Cemetery i Salt Lake City.